# Marconi instruments
Marconi Instruments était une entreprise britannique, l'une du groupe Marconi.
Elle fut vendue en 1998 à IFR Systems Inc. qui a elle-même été acquise par Aeroflex en 2002.